# Nadleśnictwo Lądek Zdrój
Nadleśnictwo Lądek Zdrój – jednostka organizacyjna Lasów Państwowych podległa Regionalnej Dyrekcji Lasów Państwowych we Wrocławiu. Siedziba nadleśnictwa znajduje się w Strachocinie, w powiecie kłodzkim, w województwie dolnośląskim.
Nadleśnictwo obejmuje część powiatu kłodzkiego.

## Historia
W czasach niemieckich tutejsze lasy stanowiły własność prywatną - w 80% wielkich i średnich majątków ziemskich, w 20% drobnej własności. W zarządzaniu tutejszymi lasami stosowano teorię renty gruntowej. Zgodnie z jej założeniami pierwotne lasy mieszane były zupełnie wyrębywane, a w ich miejsce nasadzano monokultury świerkowe, co powodowało problemy typowe dla drzewostanów jednogatunkowych.
W 1945 powstały nadleśnictwa Żybocin Wschód (od 1951 Strachocin) i Stronie Śląskie. 31 grudnia 1971 nadleśnictwa te zostały połączone, tworząc Nadleśnictwo Lądek Zdrój.

## Ochrona przyrody
Na terenie nadleśnictwa znajdują się cztery rezerwaty przyrody:
- Jaskinia Niedźwiedzia
- Nowa Morawa
- Puszcza Śnieżnej Białki
- Śnieżnik Kłodzki (częściowo).

## Drzewostany

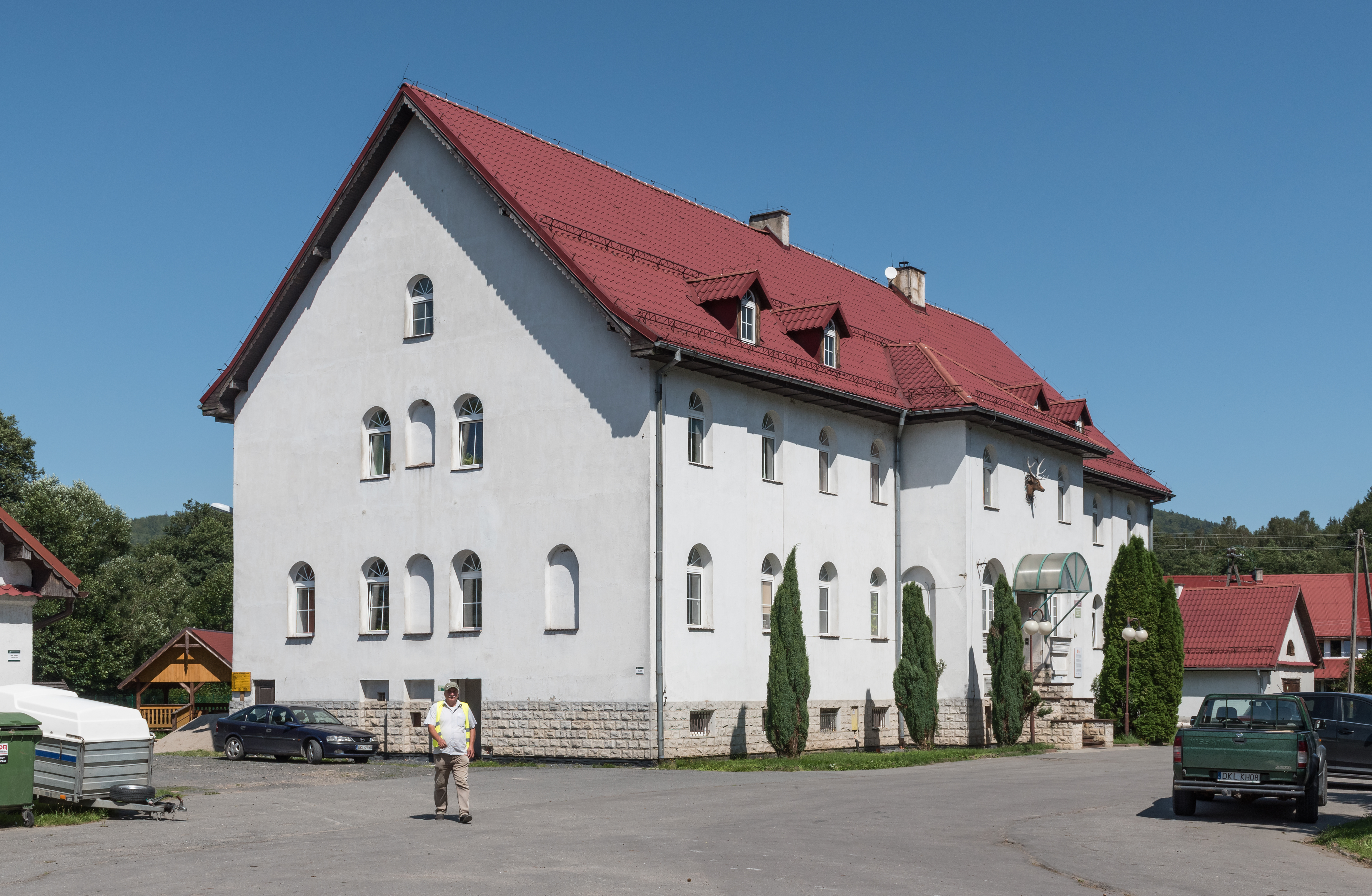
Siedziba nadleśnictwa w Strachocinie

Typy siedliskowe lasów nadleśnictwa (z ich udziałem procentowym):
- las mieszany górski świeży 53,86%
- bór mieszany górski świeży 21,43%
- las górski świeży 14,68%
- bór górski świeży 7,30%
- bór wysokogórski 1,39%
- las górski wilgotny 0,85%
- las łęgowy górski 0,21%
- las mieszany górski wilgotny 0,17%
- bór górski wilgotny 0,06%
- bór mieszany górski wilgotny 0,05%

Gatunki lasotwórcze lasów nadleśnictwa (z ich procentowym udziałem powierzchniowym):
- świerk 85,09%
- buk 9,86%
- modrzew 1,54%
- brzoza 0,98%
- olcha 0,66%
- inne 1,87%